# Squamellaria wilsonii
Squamellaria wilsonii là một loài thực vật có hoa trong họ Thiến thảo. Loài này được (Horne ex Baker) Becc. miêu tả khoa học đầu tiên năm 1886.